# 凯韦拉
凯韦拉，是西班牙卡斯蒂利亚-莱昂布尔戈斯省的一个市镇。总面积14平方公里，总人口126人（2001年），人口密度9人/平方公里。